# 그의 두 번째 아내
《그의 두 번째 아내》은 1997년 1월 31일에 MBC에서 방영한 베스트극장이다.

## 줄거리
광고회사에 근무하는 유진은 오로지 사랑 하나만을 믿고 상처한 직장상사인 승환과 결혼한다. 전처와의 사이에서 난 딸들이 있어 결혼생활이 어려울 거라는 것을 각오했지만, 막상 딸들의 반발로 부부가 각방을 써야 하는 지경에 이르자 암담함을 느낀다. 그런데다 전처에 대한 기억을 떠올리는 남편도 힘들지만, 죽은 며느리와 자신을 비교하며 못마땅하게 여기는 시어머니 때문에 더욱 마음의 상처를 입는다. 하지만 시간이 지남에 따라 자신의 위치를 찾아가고 어느새 한 가정의 당당한 가족으로 자리를 잡는다.

## 등장 인물

### 주요 인물
- 김승환 : 승환 역
- 조미령 : 유진 역

### 그 외 인물
- 김영옥
- 강대
- 현숙희
- 김영대
- 서지희